# Jiří Mainuš
Jiří Mainuš (* 8. Januar 1945 in Jakartovice)  ist ein ehemaliger tschechoslowakischer Radrennfahrer und nationaler Meister im Radsport.

## Sportliche Laufbahn
Jiří Mainuš  startete für den Verein TJ Ostroj Opava. Seinen ersten größeren Erfolg hatte er 1967 mit einem Etappensieg bei der Polen-Rundfahrt. 1970 gewann er mit einem Etappensieg das britische Milk-Race. Im August dieses Jahres gewann er die Silbermedaille bei den UCI-Straßen-Weltmeisterschaften in Leicester im Mannschaftszeitfahren. Ein Jahr später startete er bei der Internationalen Friedensfahrt und belegte den elften Platz in der Gesamtwertung. Dieses Resultat blieb sein bestes Ergebnis bei der Friedensfahrt. 1972 wurde er für die Teilnahme an den Olympischen Sommerspielen in München nominiert. Dort startete er im Mannschaftszeitfahren und wurde mit dem tschechischen Team 13. Seine Zeitfahrqualitäten bewies er auch mit dem zweimaligen Gewinn des nationalen Titels im Einzelzeitfahren (1972 und 1973) und im Mannschaftszeitfahren 1971.
Mainus wanderte später in die USA aus, wo er als Radsporttrainer arbeitete.